# カミール・ブランシャール
カミール・ブランシャール(Camille Blanchard)はカナダケベック州の死刑執行人である。
初代アーサー・エリスの後継者としてアーサー・エリスの偽名を名乗っていた。
カナダ最後の死刑執行人である。
- 1935年 死刑執行人に就任
- 1952年 ギャングのドン・ジャイルを処刑
- 1960年 ロバート・レイモンド・クックを処刑
- 1962年12月10日に最後の死刑執行を行うと、1998年に死刑制度が完全に廃止されるまで政府の死刑執行人名簿に載っていた。

カナダの死刑執行人は歩合制で一回ごとに料金が支払われていたため、死刑執行人名簿に載っていても実際の執行が無ければ無収入になる。